# Bustul lui Gheorghe Chițu

Bustul lui Gheorghe Chițu a fost prima sculptură pe care Constantin Brâncuși a realizat-o în anii 1897-1898, în timpul școlii.
În anul 1897, ziarul Românul anunța că „la Craiova s-a constituit un comitet pentru ridicarea unei statui lui
Gheorghe Chițu” (1828 – 1897), în semn de omagiu postum adus personalității de prim rang care a fost acesta: profesor, întemeietorul Școlii de Arte și Meserii, în perioada când fusese ministru al Instrucției Publice, primul primar al Craiovei, fost ministru, deputat și senator și membru al Academiei Române.
„Directorul Popescu [...] îi cere lui Brâncuși să execute, după o fotografie în mărime naturală ce atârna pe un perete din cancelarie, un bust al dispărutului. Drept urmare, Costache își procură un piedestal cu placă turnantă, școala îi procură huma, iar directorul îi permite să-și instaleze în cancelarie piedestalul și huma, pe care sculptorul începător o ținea într-o lădiță acoperită cu pânză de sac udă. Costache renunță la vacanța de vară și în lunile iunie și iulie lucrează cu râvnă la portret, de multe ori uitând chiar să meargă la masă. Lucrând pe tot cursul verii, Costache termină comanda spre toamnă. Bustul lui Gheorghe Chițu încununează absolvirea, după patru ani de muncă grea, a Școlii de Arte și Meserii”—Marea carte a Craiovei, antologie, ediție îngrijită de Constantin Barbu, Ed. Sitech, Craiova, 2007
Lucrarea a fost inaugurată la 14 octombrie 1898 la loc de cinste, chiar la intrarea în pavilionul Școlii de Arte și Meserii, în cadrul „Expoziției regionale” deschisă în Parcul Bibescu din Craiova. Prima lucrare a lui Brâncuși realizată în ghips, Portretul lui Gheorghe Chițu din 1898 a dispărut în circumstanțe astăzi necunoscute.

## Vezi și
- Lista sculpturilor lui Constantin Brâncuși